# 春日井站 (名铁)
春日井站（日语：／ Kasugai eki */?）是位於愛知縣春日井市春日井町字土合，屬於名古屋鐵道小牧線的鐵路車站。車站編號為KM10。

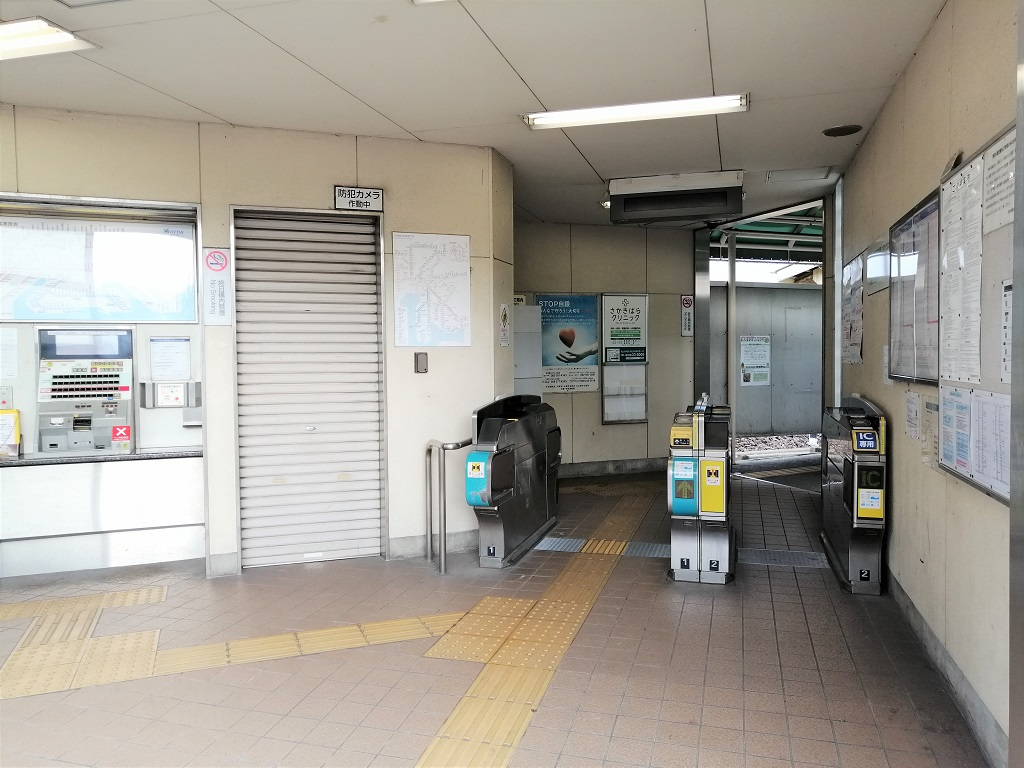
驗票口(2021年9月)

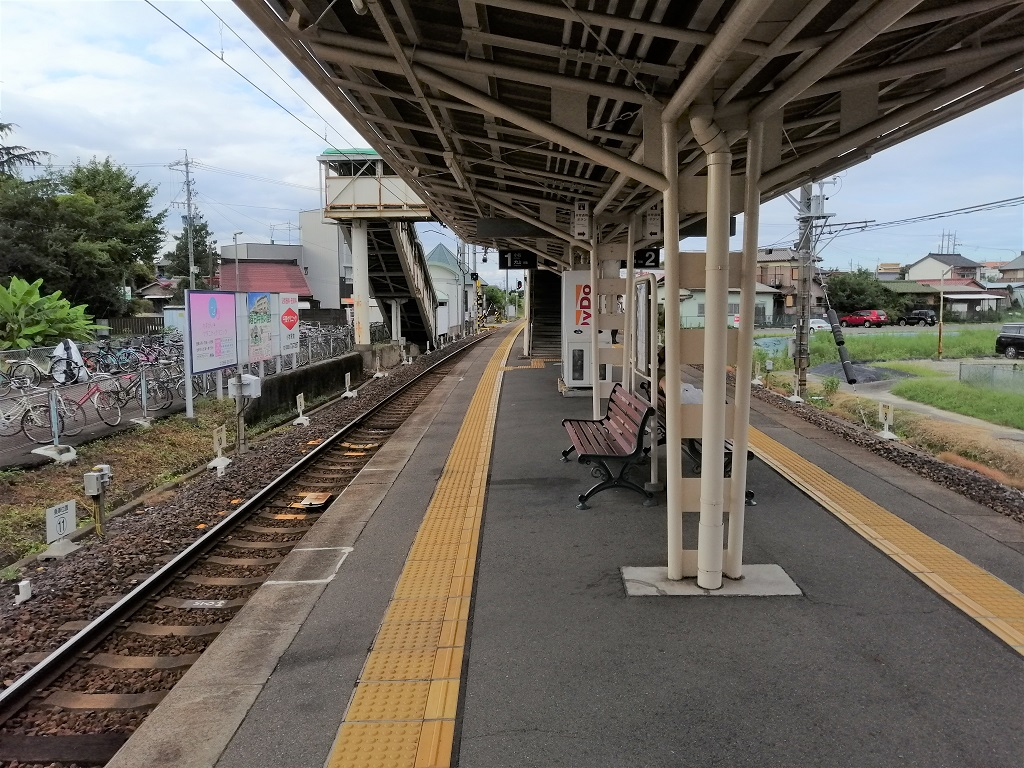
月台(2021年9月)

## 車站結構
本站為島式月台1面2線的車站，月台有效長度為20公尺4節。本站為由犬山站負責管理的無人車站。

### 月台配置
| 月台 | 路線   | 方向 | 目的地         |
| ---- | ------ | ---- | -------------- |
| 1    | 小牧線 | 下行 | 小牧、犬山方向 |
| 2    | 小牧線 | 上行 | 往平安通       |

### 配置圖
| ← 上飯田、 平安通方向 | 春日井站 構內配線略圖 | → 小牧、 犬山方向 |
| 图例 参考文献：       |                       |                   |

## 相鄰車站
名古屋鐵道
 小牧線
味美（KM11）－春日井（KM10）－牛山（KM09）

## 外部連結
- 春日井 - 名古屋鐵道

35°15′1.6″N 136°56′10.4″E / 35.250444°N 136.936222°E